# Mission San Rafael Arcángel

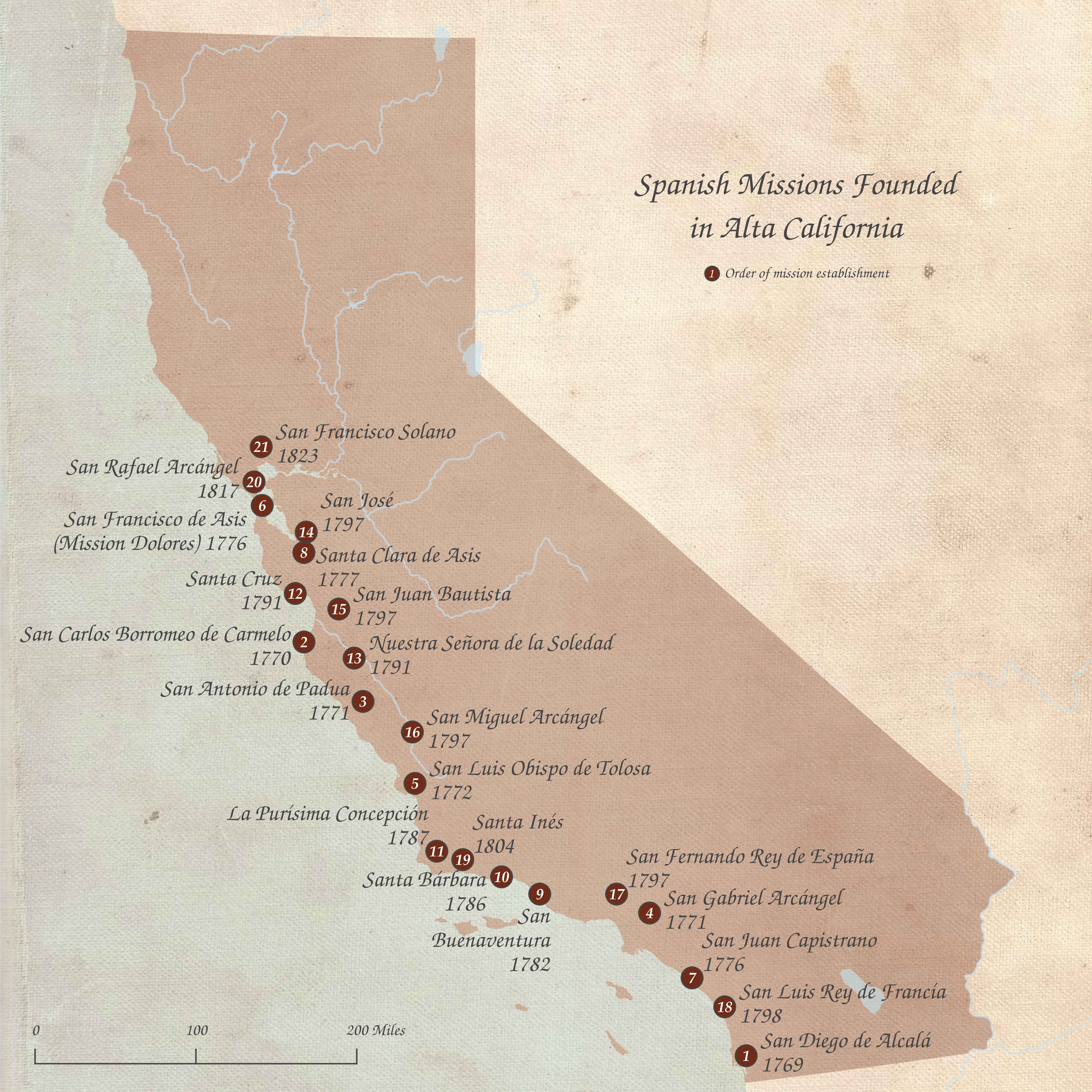
Lage der spanischen Missionen in Oberkalifornien mit der Bezeichnung der Abfolge (Mission San Rafael Arcángel: Nr. 20)

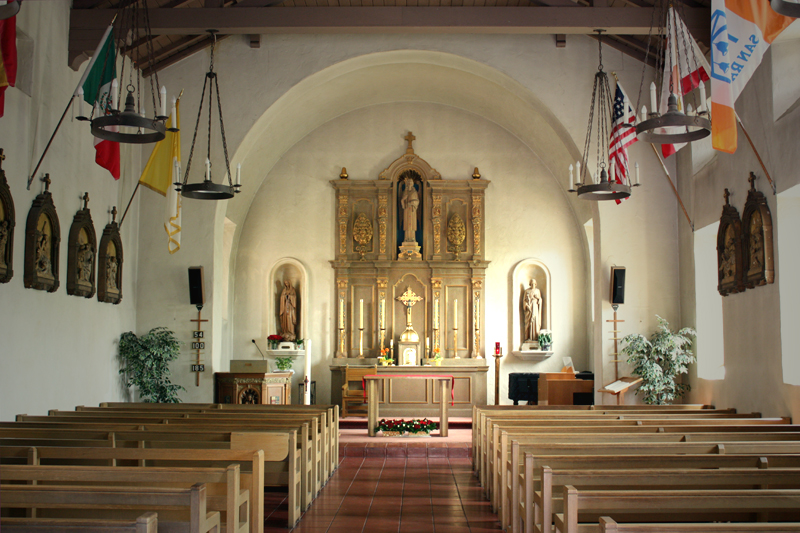
Interieur der capilla (Kapelle) (Aufnahme 1974).

Die Mission San Rafael Arcángel war eine Missionsstation der Spanier in Kalifornien, seinerzeit eine Provinz des Vizekönigreiches Neuspanien (Oberkalifornien).

## Geschichte
Anfangs war es eine asistencia (Sub-Mission) der Mission San Francisco de Asís mit dem Hauptzweck als Krankenstation für Indianer. Es war das erste Sanatorium Oberkaliforniens. Das Bauwerk befindet sich in San Rafael, Marin County, Kalifornien. Patron ist der Erzengel Raphael.
Die Missionsstation wurde am 14. Dezember 1817 vom Priester Vicente Francisco de Sarría mit dem Namen La Misión del Gloriosísimo Príncipe San Rafael, Arcángel gegründet (Beiname „Mission of Bodily Healing“). 1822 erhielt die Einrichtung die Anerkennung als vollwertige Mission. Es war die vierte Missionsstation der Spanier in Kalifornien.
1844 wurde die Station aufgegeben und 1846 für einen Preis von 8.000 US-Dollar verkauft. Käufer war John C. Frémont.  1855 wurde die Station zurückgekauft.
1870 wurde alles bis auf einen Birnenbaum abgerissen. 1949 wurde eine Replik der Kapelle an der Stelle errichtet, an der sich einst die Krankenstation befand. Nebenan befindet sich die Saint Raphael’s Church.
Heute ist es eine Kapelle im Besitz des Erzbistums San Francisco.

## Denkmalaspekte
Die Kapelle ist ein Californian Historical Landmark.